# Розегг
Розегг (нем. Rosegg) — ярмарочная община (нем. Marktgemeinde) в Австрии, в федеральной земле Каринтия.
Входит в состав округа Филлах-Ланд. Население составляет 1841 человек (на 31 декабря 2005 года). Занимает площадь 19,6 км². Официальный код — 2 07 21.

## Политическая ситуация
Выборы — 2003
Бургомистр общины — Карл Миче (BGM) по результатам выборов 2003 года.
Совет представителей общины (нем. Gemeinderat) состоит из 15 мест.
Распределение мест:
- Партия BGM (гражданское сообщество) занимает 8 мест;
- СДПА занимает 5 мест;
- Партия каринтийских словенцев нем. EL занимает 1 место;
- АПС занимает 1 место.

Выборы — 2015
Бургомистр общины — Франц Вернер Рихау (BGM) по результатам выборов 2003 года.
Совет представителей общины (нем. Gemeinderat) состоит из 15 мест.
Распределение мест:
- Партия BGM (гражданское сообщество) занимает 8 мест;
- СДПА занимает 4 места;
- АПС занимает 2 места;
- Партия каринтийских словенцев EL занимает 1 место.

## Фотогалерея

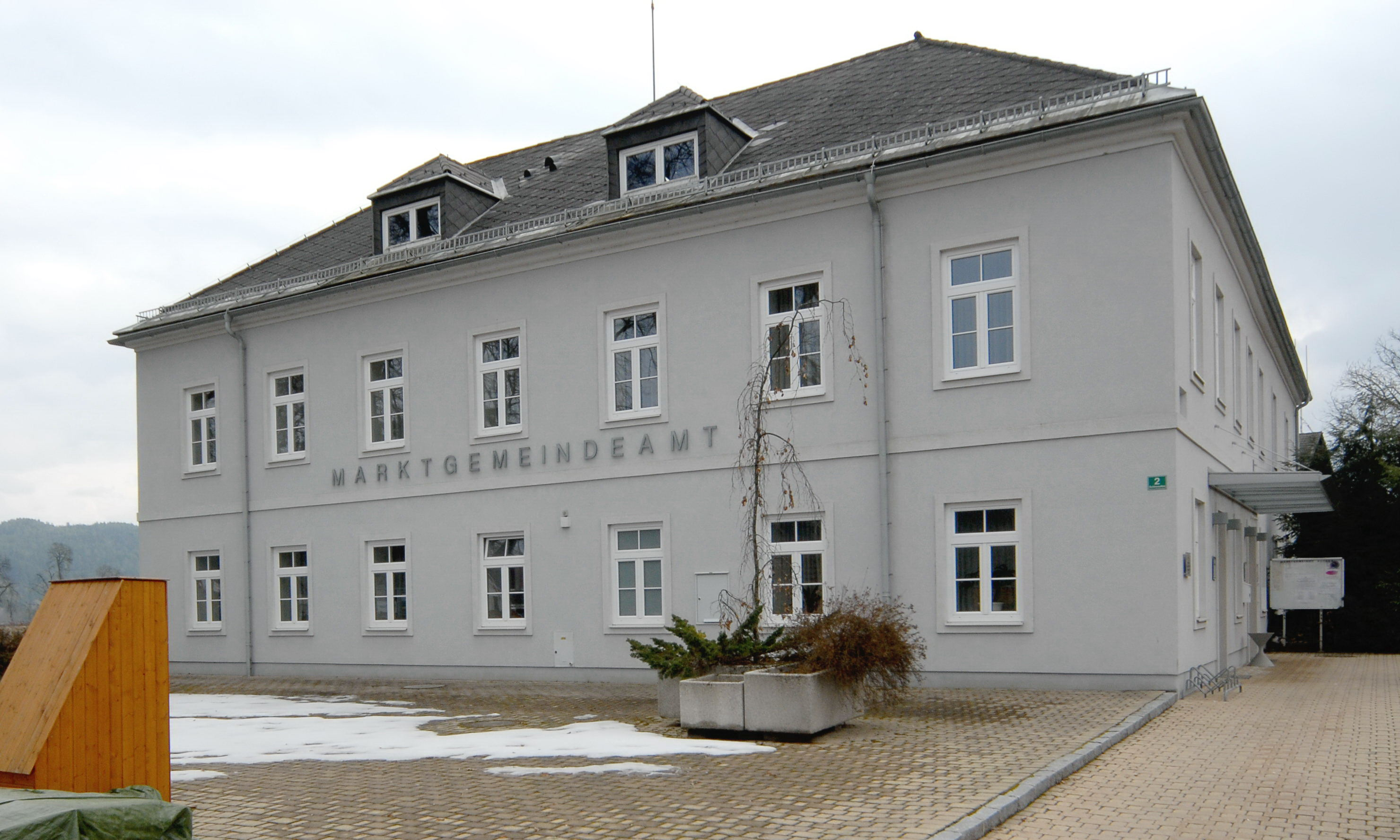
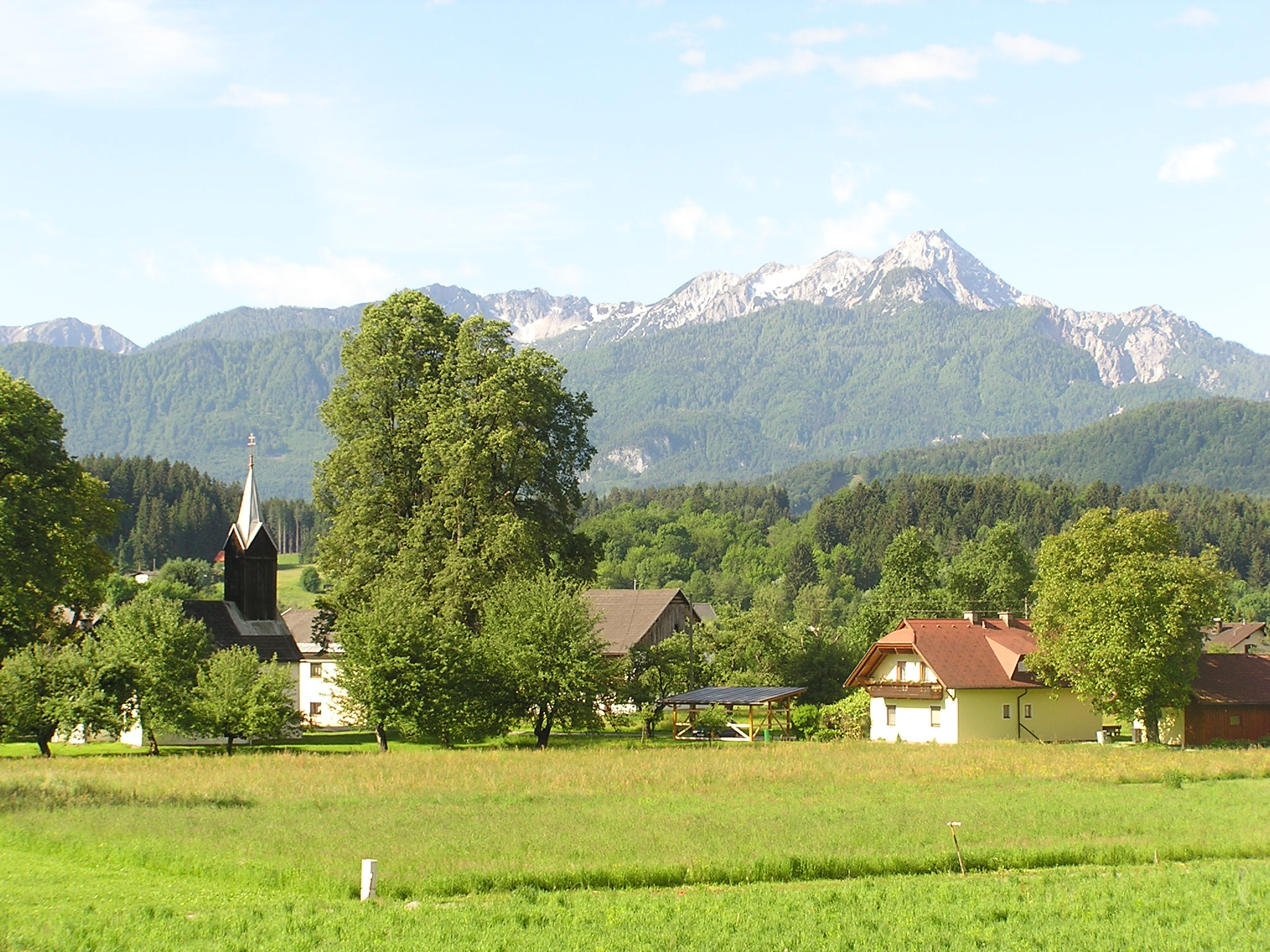
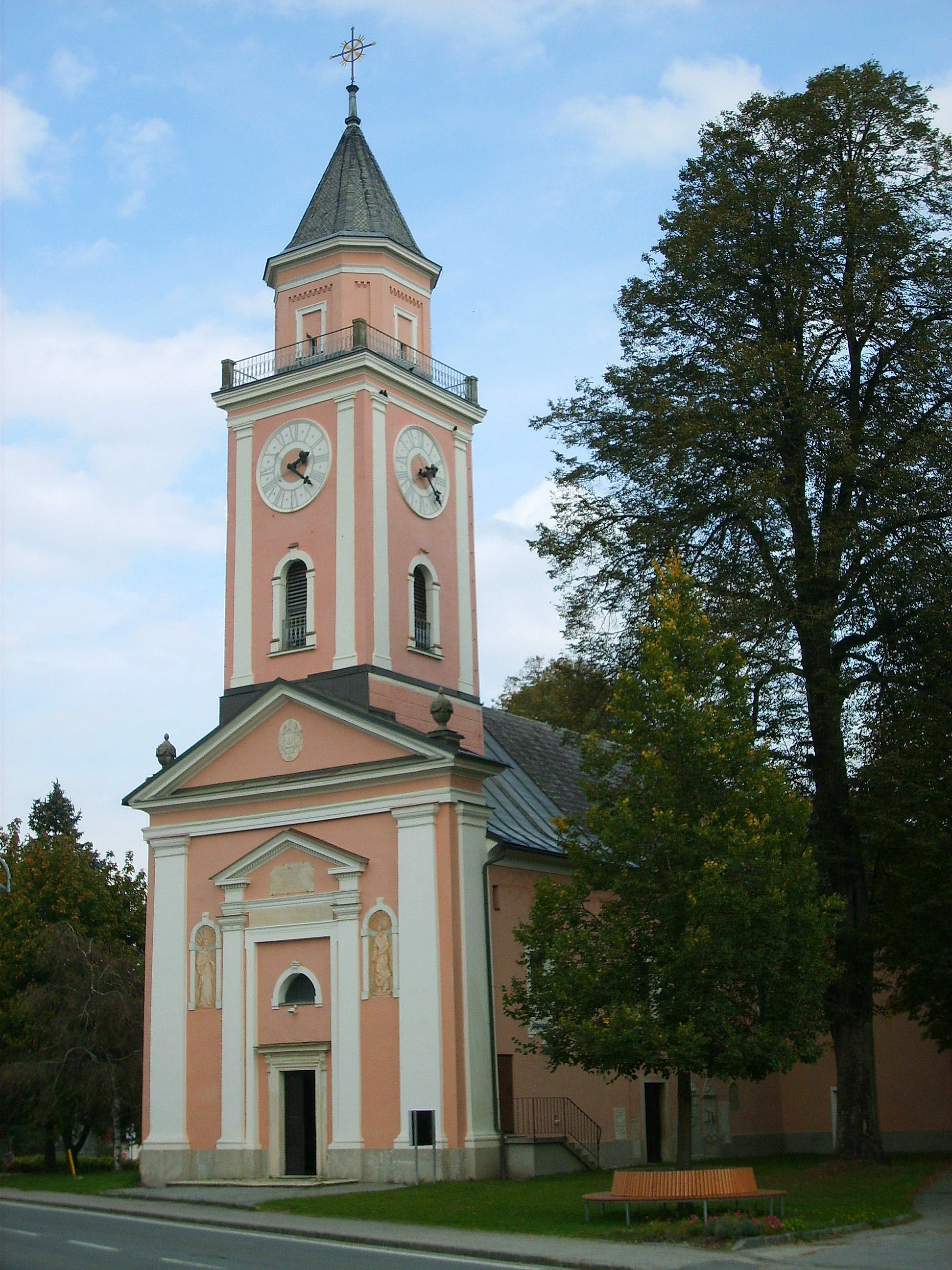
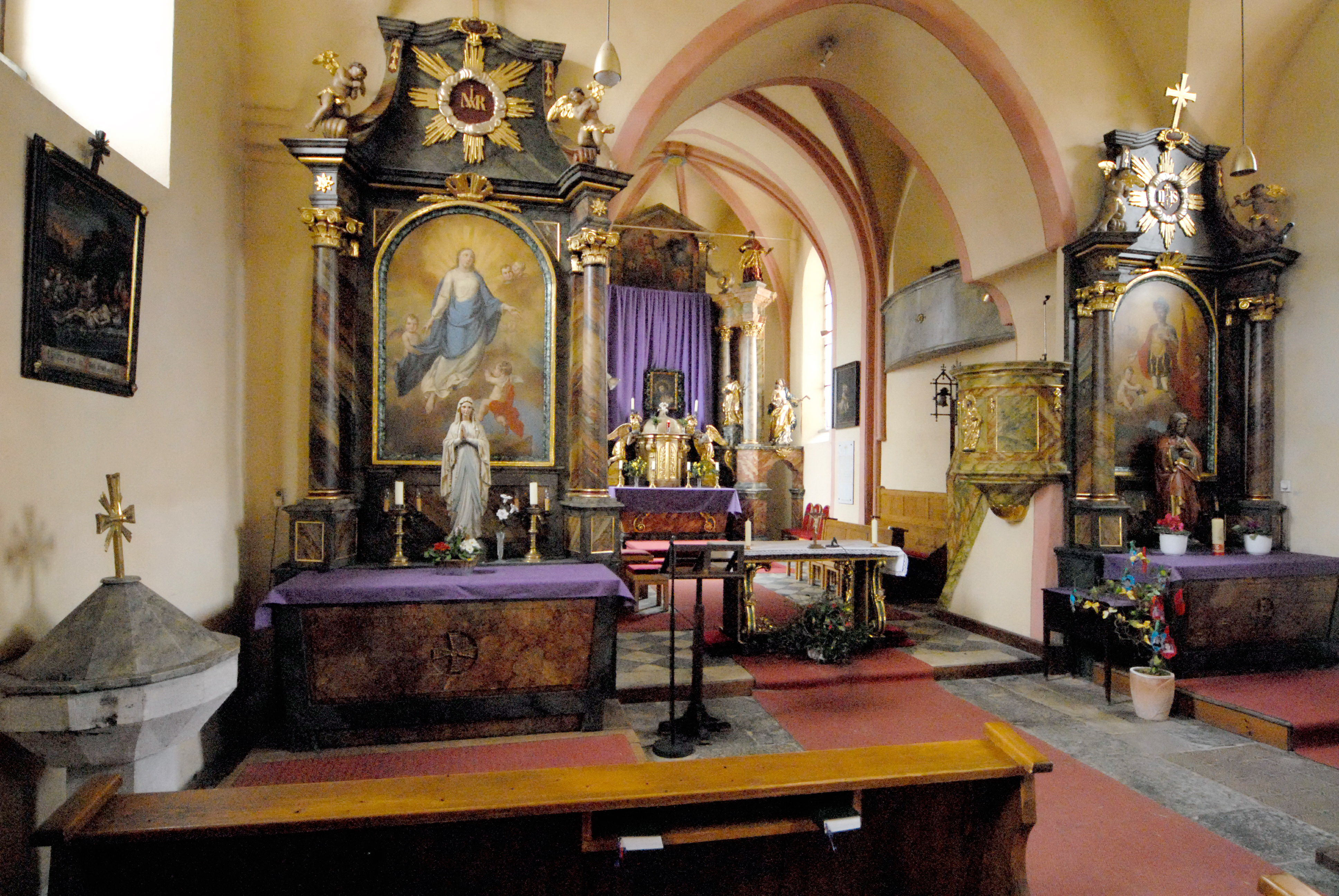
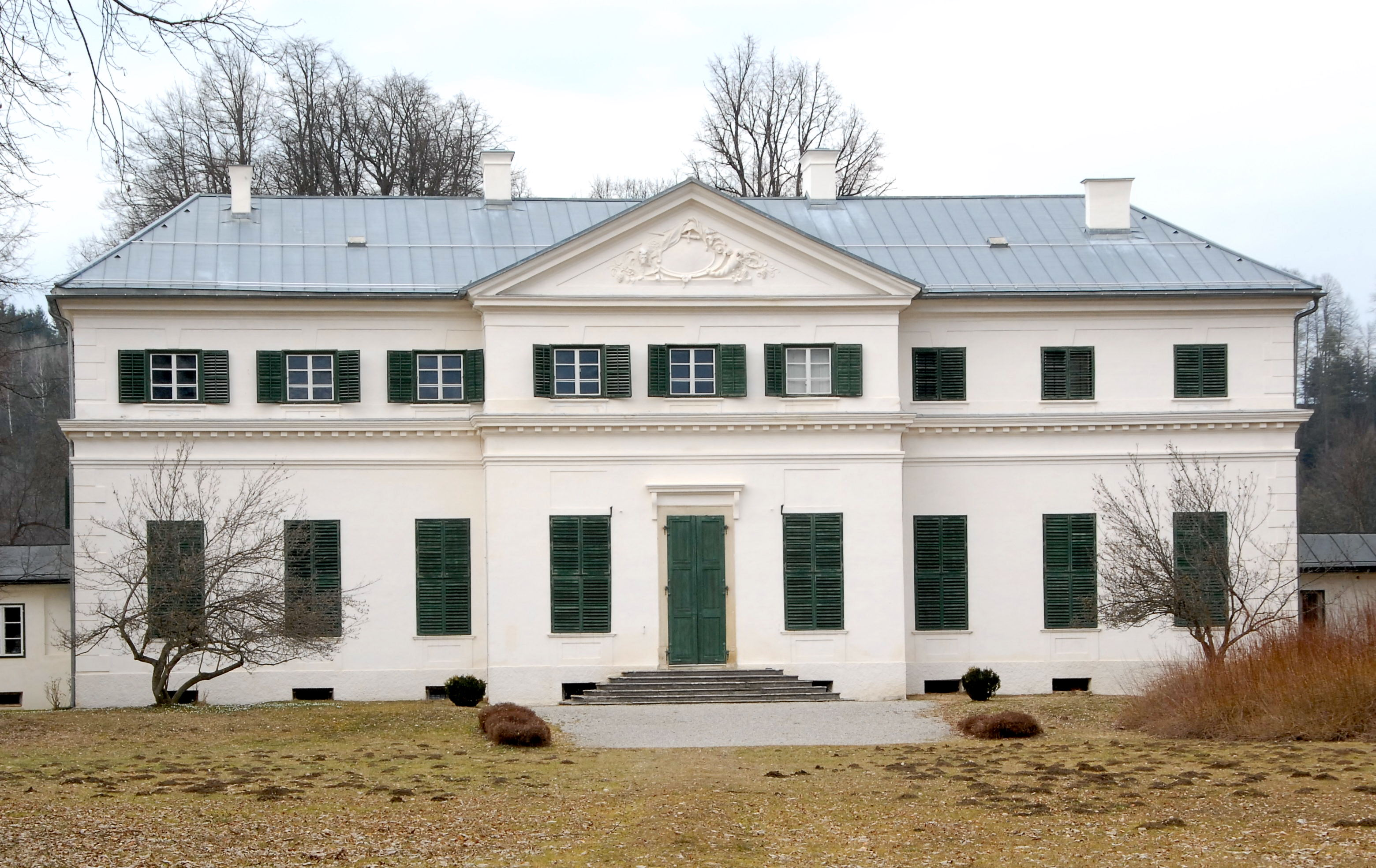
Замок
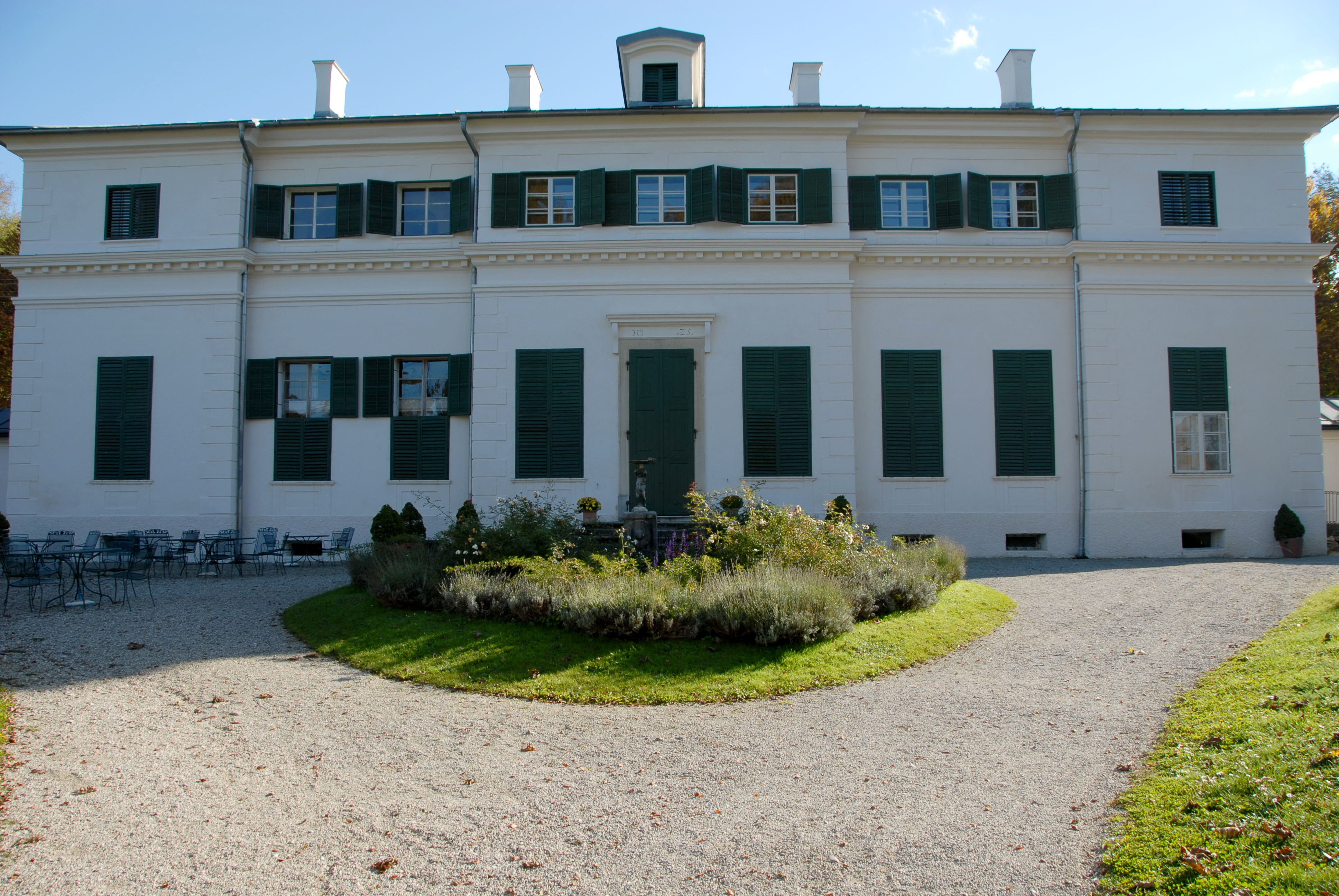
Замок
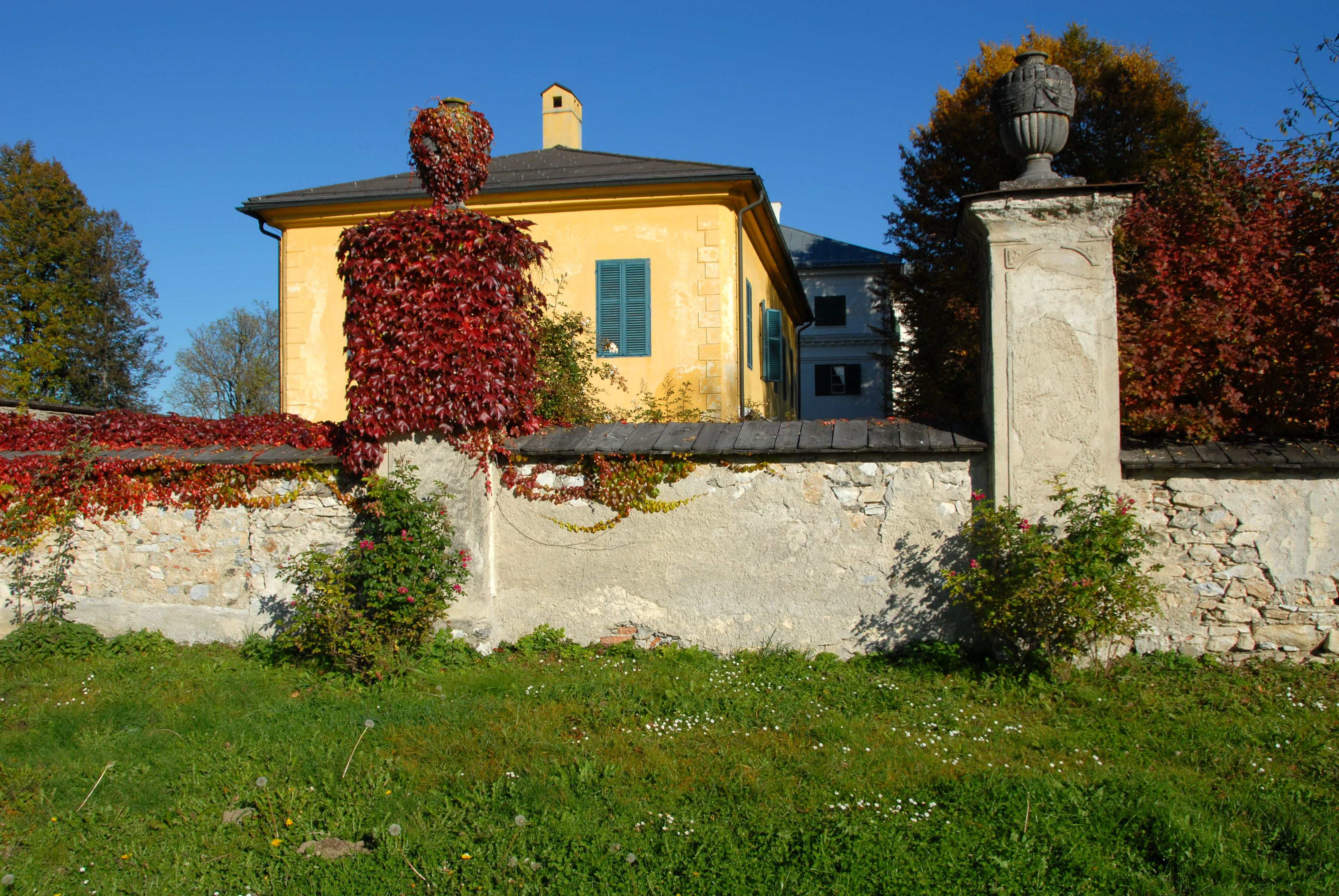
Замок